# Nicola Gambino
Nicola Gambino (Fontanarosa, 25 agosto 1921 – Mirabella Eclano, 6 dicembre 2000) è stato un presbitero e storico italiano, autore di importanti opere di storia locale.

## Biografia
Nominato parroco di Rocca San Felice, in provincia di Avellino, nel 1949, don Nicola lasciò questa comunità per subentrare nel 1961 alla guida della parrocchia di Santa Maria Maggiore in Mirabella Eclano, dove rimase fino al 1977. Fu poi parroco a Candida, dove rimase fino al 1988 quando venne nominato vicario diocesano, ricevendo il titolo di monsignore.
Egli si interessò della storia dei paesi dove fu parroco. A Rocca San Felice fu il promotore degli scavi archeologici nella Valle di Ansanto; a Mirabella partecipò alla riscoperta dell'antica città di Aeclanum; a Candida sollecitò i giovani del paese alla riscoperta delle antiche attività artigianali dei fabbricanti di chiodi.
Gli è stato dedicato il Museo Civico di Rocca San Felice, che contiene oltre 150 manufatti antichi.
Fu autore di alcuni esaurienti studi sulla cattedrale di Santa Maria Assunta (Avellino), oltre che sull'origine del culto di Santa Felicita di Roma e dei Santi Sette Fratelli nella provincia di Avellino. La sua ultima monografia, su Raimondo Guarini (Mirabella Eclano, 1765 - Napoli, 1865), venne pubblicata postuma nel 2003 dall'Istituto di Scienze Religiose "San Giuseppe Moscati" di Avellino. Monsignor Gambino si occupò anche della storia di Aiello del Sabato.

## Opere
- Vita di Santa Felicita e storia del suo Santuario, Materdomini 1950.
- Rocca San Felice, appunti di storia, Materdomini 1957.
- Un grande archeologo irpino D. Vincenzo Maria Santoli (1736-1804), Napoli 1964.
- Da Mefite a Santa Felicita, Lioni 1965.
- Le vicende storiche della Santa Ecclesia Aeclanensis, Napoli 1967.
- San Bernardino da Siena, Mirabella Eclano 1980.
- Fontanarosa e la Madonna della Misericordia, Lioni 1980.
- Aeclanum cristiana, Lioni 1982.
- La Cattedrale di Avellino, Cava de Tirreni 1985.
- Sancta Ecclesia Abellinensis, Candida 1986
- Candida, il paese, la storia, i beni culturali, Lioni 1987.
- S. Maria di Carpignano, Baronissi 1988.
- Guida al Duomo di Avellino, Avellino 1989
- La mefite nella valle d'Ansanto, Rocca San Felice 1991, voll.2.
- Raimondo Guarini lo studioso di Aeclanum, Avellino 2003 (postuma).